# Dom Development

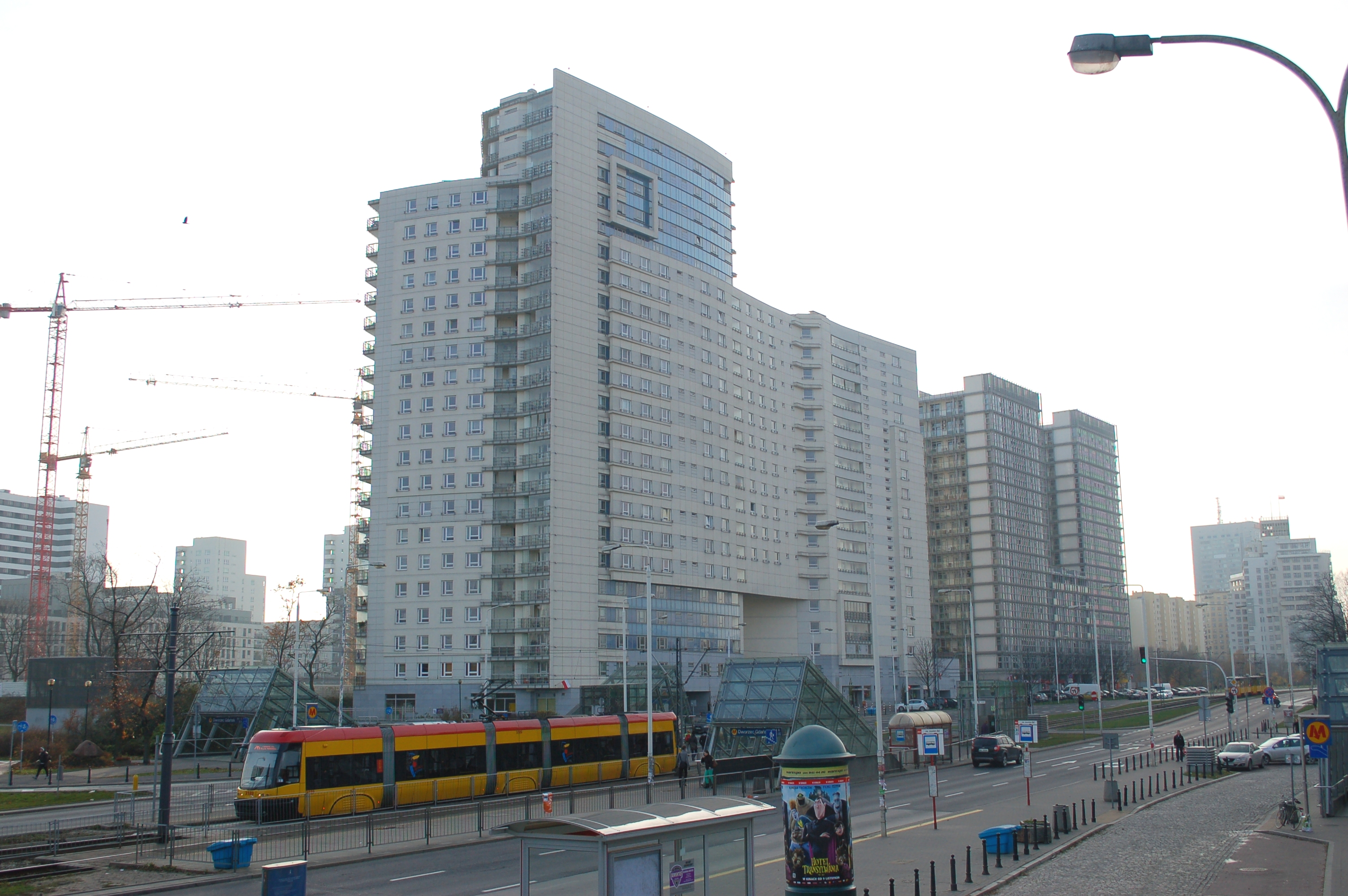
Im Jahr 2007 errichtetes, 70-Meter-hohes Apartmenthaus „Gdański“ in der Warschauer Ulica Słomińskiego 5

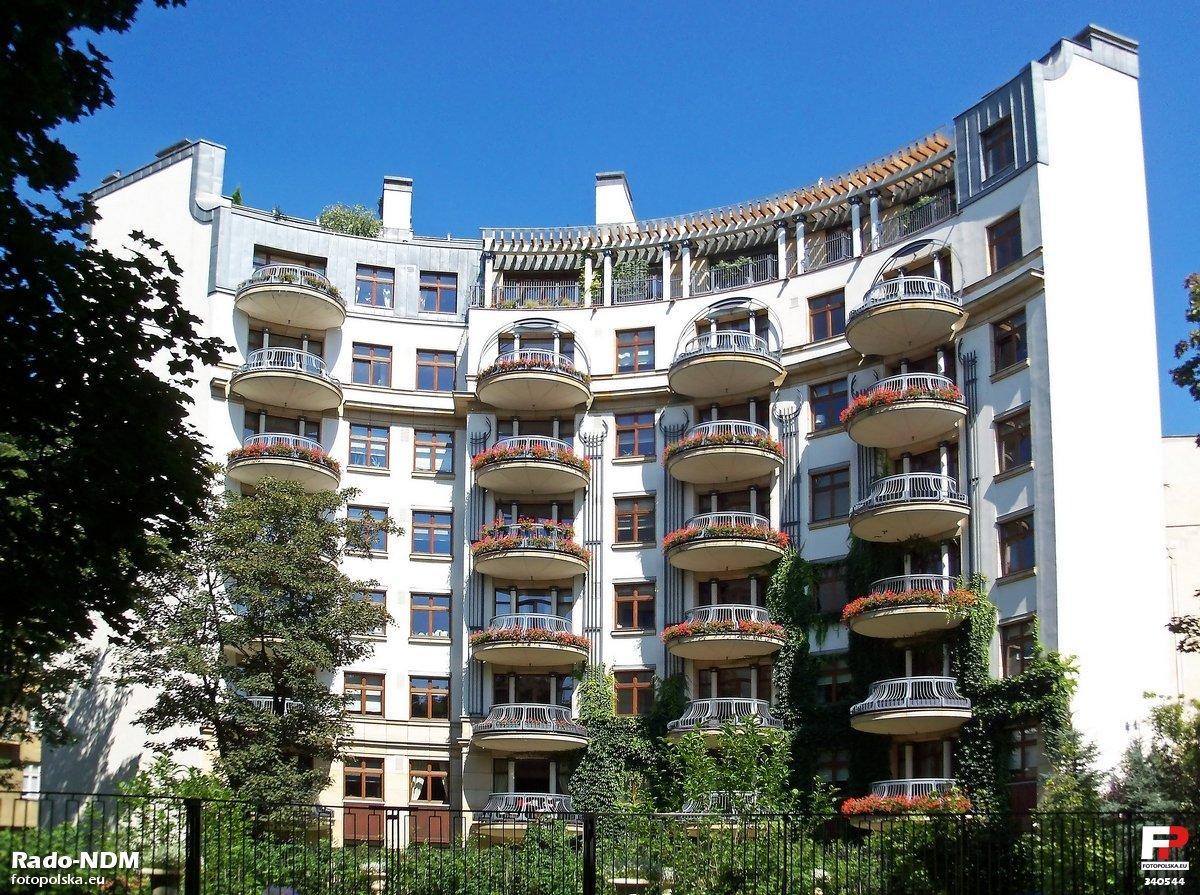
„Rezydencja Opera“ an der Ulica Niecałej 7 in der Warschauer Innenstadt

Die Dom Development S.A. ist ein polnischer Immobilienprojektentwickler mit Sitz in Warschau. Das Unternehmen wurde 1996 von Grzegorz Kiełpsz gegründet und ist seit dem Jahr 2006 an der Warschauer Börse notiert. Mehrheitsgesellschafter ist die Dom Development B.V., Rotterdam. Dom Development gehört zu den größten Investoren im Warschauer Wohnungsbau. Das Unternehmen baut überwiegend Wohnanlagen im unteren Preissegment. Mitte der 2000er Jahre errichtete der Entwickler allerdings ein kleineres Apartmenthaus am Sächsischen Garten („Rezydencja Opera“), welches zu den teuersten Wohnimmobilien Warschaus gehört: 2015 wurde hier ein Preis von 65.000 Złoty/Quadratmeter aufgerufen. Mehrheitsaktionär des Unternehmens ist die Groupe Belleforêt S.à r.l. mit Sitz in Luxemburg, die 55 % der Aktien hält.
Dom Development ist im polnischen Mittelwerteindex mWIG40 notiert.

## Belege
1. ↑  Michał Wojtczuk, Najdroższe apartamentowce w Warszawie. Co dostaniemy za miliony?, 8. August 2015, Gazeta Wyborcza
2. ↑  Entwicklung des Bereichs nach der Zerstörung. In: Dom-Römerberg-Bereich. Vieweg+Teubner Verlag, Wiesbaden 1980, ISBN 3-528-08676-9, S. 16–21, doi:10.1007/978-3-322-85499-5_2.

Koordinaten: 52° 14′ 34,2″ N, 21° 0′ 44″ O